# 下印食村
下印食村（しもいんじきむら）は、かつて岐阜県羽島郡に存在した村である。
現在の岐南町下印食、八剣、みやまちなどに該当する。
当村発足時は羽栗郡の村であったが、郡の合併で羽島郡の村となっている。

## 歴史
- 江戸時代末期、この地域は磐城平藩切通陣屋領であった。
- 1889年（明治22年）7月1日 - 町村制により、下印食村が発足。
- 1897年（明治30年）4月1日[1] - 羽栗郡と中島郡が合併して羽島郡となる。当村は羽島郡の村となる。
- 1897年（明治30年）4月1日 - 上印食村、徳田村、薬師寺村と合併し八剣村が発足。同日下印食村は廃止。

## 教育
- 印食小学校（現・岐南町立西小学校）

## 神社・仏閣
- 八剣神社